# Torrent d'en Duran
El torrent d'en Duran o de Sant Cebrià és un curs d'aigua del vessant Barceloní de Collserola que pertany administrativament al barri de Montbau. Recull les aigües dels turons de la Magarola, de Valldaura i de Sant Cebrià. Discorre per la vall de Sant Cebrià on rep les aigües del torrent de la Llet i de fonts com la de Sant Cebrià, de la Meca o de la Llet. Després d'1,5 km, entra dins la trama urbana de Barcelona, on antigament, juntament amb altres torrents de la zona com el torrent de Montbau i d'en Generet formaven la riera d'en Marcel·lí, on ara hi ha l'escultura els mistos, que més avall es trobava amb els altres torrents de la conca d'Horta i formar la riera d'Horta.
Al llarg del seu recorregut passa pel parc forestal de la Meca, l'ermita de Sant Cebrià d'Horta, el Parc de les Heures i el parc de la Font de la Pinça.